# Carazinho (Renir Guarniei)
Reny Francisco Guarnier (Carazinho, 29 de agosto de 1937) es un exfutbolista brasileño. Se desempeñaba como defensor y además de hacerlo en su país, jugó en Rosario Central de Argentina.

## Carrera
Era un zaguero alto y fuerte, que se destacaba por su juego aéreo. Tomó como apodo el nombre de su ciudad natal. Luego de iniciarse en Guarany de Cruz Alta, fue adquirido por Cruzeiro de Cachoeirinha. En 1962 llegó a Rosario Central junto a su compañero de equipo Cará. Allí fue dirigido por el entrenador argentino- brasileño Jim Lópes; debutó oficialmente en la victoria canalla frente a Racing Club por 1-0 (gol de César Menotti) en partido disputado el 25 de marzo de 1962, válido por la primera fecha del Campeonato de Primera División. Sumó otro encuentro en el torneo y dejó Rosario al finalizar el año.  Retornó a Brasil donde pasó por otros clubes hasta cerrar su carrera en el equipo que lo vio nacer.

## Clubes
| Club                           | País      | Año  |
| ------------------------------ | --------- | ---- |
| Sport Club Guarany (Cruz Alta) | Brasil    | ¿?   |
| Cruzeiro (RGS)                 | Brasil    | 1961 |
| Rosario Central                | Argentina | 1962 |
| Figueirense                    | Brasil    | 1963 |
| Flamengo (Caxias do Sul)       | Brasil    | 1964 |
| Sport Club Guarany (Cruz Alta) | Brasil    | ¿?   |